# Триоп (сын Гелиоса)
Триоп (др.-греч. Τρίωψ «трёхглазый») — персонаж древнегреческой мифологии. Один из семи сыновей Гелиоса и Роды (либо Посейдона и Канаки; либо Лапифа и Стилбы).
По рассказу Диодора, бежав с Родоса после убийства брата, прибыл на Херсонес Карийский и получил очищение от царя Мелиссея. Триоп отправился в Карию и овладел мысом, названным Триопием. Основал Триопий и завоевал весь Херсонес и часть Карии. Основатель Книда. Затем отправился в Фессалию, вступил в союз с сыновьями Девкалиона, изгнал пеласгов и получил часть Дотийской равнины. Там вырубил священную рощу Деметры, из-за чего вынужден был покинуть Фессалию.
- См. Триоп (царь Фессалии) — другой вариант мифа.